# Campionat d'Europa d'handbol masculí de 2010
El IX Campionat d'Europa d'handbol masculí, conegut també com a EHF European Men's Handball Championship 2010, és la novena edició del Campionat d'Europa d'handbol masculí celebrat entre els dies 19 i 31 de gener de 2010 a Àustria. La Federació Europea d'Handbol (EHF) i la Federació Austríaca d'Handbol van organitzar el campionat a les ciutats de Viena, Graz, Innsbruck, Linz i Wiener Neustadt.
Els tres primers classificats del campionat aconsegueixen la classificació automàtica pel Campionat mundial d'handbol masculí 2011 celebrat a Suècia.

## Seus
| Ciutat          | Pavelló                | Capacitat | Grup            |
| --------------- | ---------------------- | --------- | --------------- |
| Graz            | Stadthalle Graz        | 5.000     | A               |
| Linz            | Intersport Arena       | 6.000     | B               |
| Innsbruck       | Olympiaworld Innsbruck | 10.000    | C i II          |
| Wiener Neustadt | Arena Nova             | 5.000     | D               |
| Viena           | Wiener Stadthalle      | 11.000    | I i Ronda final |

## Classificació
| País      | Classificació  | Participacions | Títols                     |
| --------- | -------------- | -------------- | -------------------------- |
| Àustria   | Amfitrió       | 0              | 0                          |
| Dinamarca | Actual campió  | 7              | 1 (2008)                   |
| Suècia    | Grup 1, primer | 7              | 4 (1994, 1998, 2000, 2002) |
| Polònia   | Grup 1, segon  | 4              | 0                          |
| Rússia    | Grup 2, primer | 8              | 1 (1996)                   |
| Sèrbia    | Grup 2, segon  | 5              | 0                          |
| Islàndia  | Grup 3, primer | 5              | 0                          |
| Noruega   | Grup 3, segon  | 3              | 0                          |
| Croàcia   | Grup 4, primer | 8              | 0                          |
| Hongria   | Grup 4, segon  | 6              | 0                          |
| Alemanya  | Grup 5, primer | 8              | 1 (2004)                   |
| Eslovènia | Grup 5, segon  | 7              | 0                          |
| França    | Grup 6, primer | 8              | 1 (2006)                   |
| Txèquia   | Grup 6, segon  | 5              | 0                          |
| Espanya   | Grup 7, primer | 8              | 0                          |
| Ucraïna   | Grup 7, segon  | 4              | 0                          |

## Grups
| Grup A  | Grup B    | Grup C    | Grup D          |
| ------- | --------- | --------- | --------------- |
| Croàcia | Dinamarca | Alemanya  | França          |
| Rússia  | Islàndia  | Suècia    | Espanya         |
| Noruega | Àustria   | Polònia   | Hongria         |
| Ucraïna | Sèrbia    | Eslovènia | República Txeca |

## Primera fase

### Grup A
| Grup A (Graz) |         |      |   |   |   |   |    |    |      |
|               | Equip   | Pts. | J | G | E | P | GF | GC | Dif. |
| 1             | Croàcia | 6    | 3 | 3 | 0 | 0 | 83 | 76 | +7   |
| 2             | Noruega | 4    | 3 | 2 | 0 | 1 | 82 | 78 | +4   |
| 3             | Rússia  | 2    | 3 | 1 | 0 | 2 | 89 | 91 | -2   |
| 4             | Ucraïna | 0    | 3 | 0 | 0 | 3 | 87 | 96 | -9   |

| 19 gener | Rússia  | 37 | 33 | Ucraïna | 18h10 | Arxivat 2012-05-31 a Wayback Machine. |
| 19 gener | Croàcia | 25 | 23 | Noruega | 20h10 | Arxivat 2010-04-01 a Wayback Machine. |
| 21 gener | Ucraïna | 25 | 28 | Croàcia | 18h10 | Arxivat 2010-02-15 a Wayback Machine. |
| 21 gener | Noruega | 28 | 24 | Rússia  | 20h10 | Arxivat 2012-06-03 a Wayback Machine. |
| 23 gener | Croàcia | 30 | 28 | Rússia  | 18h10 | Arxivat 2010-02-15 a Wayback Machine. |
| 23 gener | Noruega | 31 | 29 | Ucraïna | 20h10 | Arxivat 2012-06-03 a Wayback Machine. |

### Grup B
| Grup B (Linz) |           |      |   |   |   |   |     |     |      |
|               | Equip     | Pts. | J | G | E | P | GF  | GC  | Dif. |
| 1             | Islàndia  | 4    | 3 | 1 | 2 | 0 | 93  | 88  | +5   |
| 2             | Dinamarca | 4    | 3 | 2 | 0 | 1 | 83  | 79  | +4   |
| 3             | Àustria   | 3    | 3 | 1 | 1 | 1 | 103 | 101 | +2   |
| 4             | Sèrbia    | 1    | 3 | 0 | 1 | 2 | 83  | 94  | -11  |

| 19 gener | Dinamarca | 33 | 29 | Àustria   | 18h00 | Arxivat 2010-02-15 a Wayback Machine. |
| 19 gener | Islàndia  | 29 | 29 | Sèrbia    | 20h15 | Arxivat 2012-05-31 a Wayback Machine. |
| 21 gener | Àustria   | 37 | 37 | Islàndia  | 18h00 | Arxivat 2012-06-03 a Wayback Machine. |
| 21 gener | Sèrbia    | 23 | 28 | Dinamarca | 20h15 | [ Enllaç no actiu ]                   |
| 23 gener | Àustria   | 37 | 31 | Sèrbia    | 18h00 | Arxivat 2012-06-03 a Wayback Machine. |
| 23 gener | Dinamarca | 22 | 27 | Islàndia  | 20h15 | Arxivat 2010-02-15 a Wayback Machine. |

### Grup C
| Grup C (Innsbruck) |           |      |   |   |   |   |    |    |      |
|                    | Equip     | Pts. | J | G | E | P | GF | GC | Dif. |
| 1                  | Polònia   | 5    | 3 | 2 | 1 | 0 | 84 | 79 | +5   |
| 2                  | Eslovènia | 4    | 3 | 1 | 2 | 0 | 91 | 89 | +2   |
| 3                  | Alemanya  | 3    | 3 | 1 | 1 | 1 | 89 | 90 | -1   |
| 4                  | Suècia    | 0    | 3 | 0 | 0 | 3 | 78 | 84 | -6   |

| 19 gener | Alemanya  | 25 | 27 | Polònia   | 18h30 | Arxivat 2010-02-15 a Wayback Machine. |
| 19 gener | Suècia    | 25 | 27 | Eslovènia | 20h30 |                                       |
| 20 gener | Eslovènia | 34 | 34 | Alemanya  | 18h30 | Arxivat 2012-06-03 a Wayback Machine. |
| 20 gener | Polònia   | 27 | 24 | Suècia    | 20h30 | Arxivat 2012-06-03 a Wayback Machine. |
| 22 gener | Alemanya  | 30 | 29 | Suècia    | 18h30 | Arxivat 2012-06-03 a Wayback Machine. |
| 22 gener | Polònia   | 30 | 30 | Eslovènia | 20h30 | Arxivat 2012-06-03 a Wayback Machine. |

### Grup D
| Grup D (Wiener Neustadt) |                 |      |   |   |   |   |    |    |      |
|                          | Equip           | Pts. | J | G | E | P | GF | GC | Dif. |
| 1                        | Espanya         | 5    | 3 | 2 | 1 | 0 | 95 | 74 | +21  |
| 2                        | França          | 4    | 3 | 1 | 2 | 0 | 74 | 73 | +1   |
| 3                        | República Txeca | 2    | 3 | 1 | 0 | 2 | 78 | 84 | -6   |
| 4                        | Hongria         | 1    | 3 | 0 | 1 | 2 | 80 | 96 | -16  |

| 19 gener | Espanya    | 37 | 25 | Rep. Txeca | 18h15 | Arxivat 2012-05-31 a Wayback Machine. |
| 19 gener | França     | 29 | 29 | Hongria    | 20h15 | Arxivat 2012-05-31 a Wayback Machine. |
| 20 gener | Rep. Txeca | 20 | 21 | França     | 18h15 | Arxivat 2012-06-03 a Wayback Machine. |
| 20 gener | Hongria    | 25 | 34 | Espanya    | 20h15 | Arxivat 2012-06-03 a Wayback Machine. |
| 22 gener | França     | 24 | 24 | Espanya    | 18h15 | Arxivat 2012-06-03 a Wayback Machine. |
| 22 gener | Hongria    | 26 | 33 | Rep. Txeca | 20h15 | Arxivat 2012-06-03 a Wayback Machine. |

## Segona fase

### Grup I
| Grup I (Viena) |           |      |   |   |   |   |     |     |      |
|                | Equip     | Pts. | J | G | E | P | GF  | GC  | Dif. |
| 1              | Croàcia   | 9    | 5 | 4 | 1 | 0 | 134 | 123 | +11  |
| 2              | Islàndia  | 8    | 5 | 3 | 2 | 0 | 163 | 149 | +14  |
| 3              | Dinamarca | 6    | 5 | 3 | 0 | 2 | 136 | 134 | +2   |
| 4              | Noruega   | 4    | 5 | 2 | 0 | 3 | 138 | 135 | +3   |
| 5              | Àustria   | 3    | 5 | 1 | 1 | 3 | 147 | 156 | -9   |
| 6              | Rússia    | 0    | 5 | 0 | 0 | 5 | 140 | 161 | -21  |

| 25 gener | Croàcia | 26 | 26 | Islàndia  | 16h00 | Arxivat 2012-06-03 a Wayback Machine. |
| 25 gener | Noruega | 30 | 27 | Àustria   | 18h00 | Arxivat 2012-06-03 a Wayback Machine. |
| 25 gener | Rússia  | 28 | 34 | Dinamarca | 20h15 | Arxivat 2012-06-03 a Wayback Machine. |
| 26 gener | Rússia  | 30 | 38 | Islàndia  | 16h00 | Arxivat 2012-06-03 a Wayback Machine. |
| 26 gener | Croàcia | 26 | 23 | Àustria   | 18h00 | Arxivat 2010-02-15 a Wayback Machine. |
| 26 gener | Noruega | 23 | 24 | Dinamarca | 20h15 | Arxivat 2012-06-03 a Wayback Machine. |
| 28 gener | Noruega | 34 | 35 | Islàndia  | 16h00 | Arxivat 2012-06-03 a Wayback Machine. |
| 28 gener | Rússia  | 30 | 31 | Àustria   | 18h00 | Arxivat 2012-06-03 a Wayback Machine. |
| 28 gener | Croàcia | 27 | 23 | Dinamarca | 20h15 | Arxivat 2010-02-15 a Wayback Machine. |

### Grup II
| Grup II (Innsbruck) |                 |      |   |   |   |   |     |     |      |
|                     | Equip           | Pts. | J | G | E | P | GF  | GC  | Dif. |
| 1                   | França          | 9    | 5 | 4 | 1 | 0 | 135 | 118 | +17  |
| 2                   | Polònia         | 7    | 5 | 3 | 1 | 1 | 148 | 144 | +4   |
| 3                   | Espanya         | 7    | 5 | 3 | 1 | 1 | 152 | 133 | +19  |
| 4                   | República Txeca | 3    | 5 | 1 | 1 | 3 | 142 | 154 | -12  |
| 5                   | Alemanya        | 2    | 5 | 0 | 2 | 3 | 127 | 136 | -9   |
| 6                   | Eslovènia       | 2    | 5 | 0 | 2 | 3 | 159 | 178 | -19  |

| 24 gener | Alemanya  | 22 | 24 | França     | 16h30 | Arxivat 2012-06-03 a Wayback Machine. |
| 24 gener | Polònia   | 32 | 26 | Espanya    | 18h30 | Arxivat 2012-06-03 a Wayback Machine. |
| 24 gener | Eslovènia | 35 | 37 | Rep. Txeca | 20h30 | Arxivat 2012-06-03 a Wayback Machine. |
| 26 gener | Eslovènia | 28 | 37 | França     | 16h15 | Arxivat 2012-06-03 a Wayback Machine. |
| 26 gener | Alemanya  | 20 | 25 | Espanya    | 18h15 | Arxivat 2012-06-03 a Wayback Machine. |
| 26 gener | Polònia   | 35 | 34 | Rep. Txeca | 20h15 | Arxivat 2010-02-15 a Wayback Machine. |
| 28 gener | Alemanya  | 26 | 26 | Rep. Txeca | 16h30 | Arxivat 2012-06-03 a Wayback Machine. |
| 28 gener | Eslovènia | 32 | 40 | Espanya    | 18h30 | Arxivat 2012-06-03 a Wayback Machine. |
| 28 gener | Polònia   | 24 | 29 | França     | 20h30 | Arxivat 2010-02-15 a Wayback Machine. |

## Fase final

### Semifinals
| França | 36 − 28 | Islàndia |
| ------ | ------- | -------- |
|        |         |          |

 Wiener Stadthalle, Viena
| Croàcia | 24 − 21 | Polònia |
| ------- | ------- | ------- |
|         |         |         |

 Wiener Stadthalle, Viena

### 5è / 6è lloc
| Dinamarca | 34 − 27 | Espanya |
| --------- | ------- | ------- |
|           |         |         |

 Wiener Stadthalle, Viena

### 3è / 4è lloc
| Islàndia | 29 − 26 | Polònia |
| -------- | ------- | ------- |
|          |         |         |

 Wiener Stadthalle, Viena

### Final
| França | 25 − 21 | Croàcia |
| ------ | ------- | ------- |
|        |         |         |

## Estadístiques
| \| Medalla d'or \| França \| \| Medalla de plata \| Croàcia \| \| Medalla de bronze \| Islàndia \| \| 4 \| Polònia \| \| 5 \| Dinamarca \| \| 6 \| Espanya \| \| 7 \| Noruega \| \| 8 \| República Txeca \| \| 9 \| Àustria \| \| 10 \| Alemanya \| \| 11 \| Eslovènia \| \| 12 \| Rússia \| \| 13 \| Sèrbia \| \| 14 \| Hongria \| \| 15 \| Suècia \| \| 16 \| Ucraïna \| | - Millor porter: Sławomir Szmal - Millor extrem esquerre: Manuel Štrlek - Millor lateral esquerre: Filip Jicha - Millor central: Nikola Karabatić - Millor pivot: Igor Vori - Millor lateral dret: Ólafur Stefánsson - Millor extrem dret: Luc Abalo - Màxim golejador: Filip Jicha (53 gols) - Millor defensa: Jakov Gojun - Jugador més valuós: Filip Jicha |
| Medalla d'or | França |
| Medalla de plata | Croàcia |
| Medalla de bronze | Islàndia |
| 4 | Polònia |
| 5 | Dinamarca |
| 6 | Espanya |
| 7 | Noruega |
| 8 | República Txeca |
| 9 | Àustria |
| 10 | Alemanya |
| 11 | Eslovènia |
| 12 | Rússia |
| 13 | Sèrbia |
| 14 | Hongria |
| 15 | Suècia |
| 16 | Ucraïna |